# Euphoria (bài hát của BTS)
"Euphoria" là một bài hát của nhóm nhạc nam Hàn Quốc BTS và là bài hát solo của thành viên Jungkook trong album tổng hợp của nhóm, Love Yourself: Answer (2018), được phát hành vào ngày 24 tháng 8 năm 2018. Nó được viết bởi DJ Swivel, Candace Nicole Sosa,  "hitman" bang, Supreme Boi, Adora và RM, với DJ Swivel là nhà sản xuất duy nhất. Mặc dù video âm nhạc đã được phát hành vào tháng 4, bài hát đã không được phát hành cho đến tháng 8 khi Love Yourself: Answer ra mắt.

## Bối cảnh và phát hành
Video âm nhạc được phát hành như một chủ đề cho 起 Wonder, một phần của chuỗi album Love Yourself. Với mô tả dài 9 phút, video tiếp tục mạch câu chuyện của "Bangtan Universe" được lồng ghép trong nhiều video âm nhạc của BTS. BTS trước đó đã gợi ý về tên bài hát bằng cách hiển thị từ Euphoria trong sân khấu trực tiếp của nhóm tại Melon Music Awards năm 2017. Sau khi phát hành, "Euphoria" đã trở thành cụm từ xu hướng trên toàn thế giới và lượt tìm kiếm tên bài hát đã tăng lên 2883%. Bài hát cũng được giới thiệu làm nhạc nền cho mùa 1 trong đêm chung kết Euphoria của HBO.

## Quảng bá
Bài hát đã được quảng bá tại KBS Song Festival năm 2018 vào ngày 29 tháng 12 năm 2018.

## Video âm nhạc
Video kết hợp các cảnh trong các video âm nhạc trước đó của BTS tiếp tục câu chuyện trong vũ trụ của họ, cho thấy mỗi thành viên là một nhân vật có hoàn cảnh và cuộc đấu tranh khác nhau. Cảnh quay từ các video trước bao gồm thành viên V nhảy xuống biển, Jungkook bị đánh đập bởi những tên côn đồ và các thành viên khác bị mắc kẹt trong đám cháy và phòng. Thành viên Jin nhớ lại những kỷ niệm của 7 người họ khi ở cùng nhau. Clair de lune của Debussy được phát trong nền trước khi bắt đầu bài hát.

## Sáng tác
Bài hát bắt đầu như một tác phẩm duy nhất của Candace Nicole Sosa với tựa đề "Killing Time". Sosa đã liên hệ với DJ Swivel để được tư vấn bằng văn bản. Hóa ra DJ rất thích bài hát.
Bài hát được sáng tác trong thang nhạc D và có 105 nhịp mỗi phút.
Trong một cuộc phỏng vấn với Billboard, nhà văn Melanie Fontana kể lại rằng cô muốn phần điệp khúc bùng nổ với một thứ gì đó "chanty" hơn nhưng đám đông cũng có thể hát theo một cách dễ dàng. DJ Swivel khẳng định bài hát "trải qua rất nhiều cung bậc cảm xúc khác nhau" từ đầu đến cuối.

## Đón nhận
Grammy mô tả bài hát là "một nghệ thuật-pop nhìn về tương lai" trong khi Billboard cho rằng đây là một phần tuyên bố lớn và đặt giai điệu chung của Love Yourself: Answer là lạc quan.
Tại Hoa Kỳ, bài hát đã bán được 15,000 bản kỹ thuật số trong tuần đầu tiên phát hành, đứng ở vị trí số 12 cho các bài hát bán chạy nhất trong nước. Ở Canada, bài hát đứng ở vị trí số 19 sau khi phát hành cho các bài hát bán chạy nhất. Trên toàn thế giới, nó đứng ở vị trí số 2 cho các bài hát bán chạy nhất.

## Bảng xếp hạng
| Bảng xếp hạng (2018)                   | Vị trí cao nhất |
| -------------------------------------- | --------------- |
| Canada (Canadian Hot 100)              | 86              |
| Hungary (Single Top 40)                | 10              |
| French Downloaded Singles (SNEP)       | 47              |
| Finland Digital Song Sales (Billboard) | 7               |
| Greece Digital Songs (Billboard)       | 17              |
| Japan Hot 100 (Billboard)              | 76              |
| Malaysia (RIM)                         | 17              |
| New Zealand Hot Singles (RMNZ)         | 9               |
| Scotland (OCC)                         | 49              |
| Singapore (RIAS)                       | 18              |
| South Korea (Gaon)                     | 11              |
| South Korea (K-pop Hot 100)            | 2               |
| UK Downloaded Singles (OCC)            | 45              |
| UK Independent Singles(OCC)            | 28              |
| US Bubbling Under Hot 100 (Billboard)  | 5               |
| US World Digital Songs (Billboard)     | 1               |

## Chứng nhận và doanh số
| Quốc gia                                      | Chứng nhận | Số đơn vị/doanh số chứng nhận |
| --------------------------------------------- | ---------- | ----------------------------- |
| United Kingdom                                | —          | 91,000                        |
| United States                                 | —          | 15,000                        |
| Lượt phát trực tuyến                          |            |                               |
| Nhật Bản (RIAJ)                               | Bạc        | 30.000.000                    |
| Chứng nhận dựa theo doanh số phát trực tuyến. |            |                               |